# Consolidated PT-3
Il Consolidated PT-3 era un aereo biplano e monomotore realizzato dall'azienda statunitense Consolidated Aircraft Corporation nella seconda metà degli anni venti.
Evoluzione del precedente PT-1 alla luce dell'esperienza maturata con la variante NY destinata all'aviazione di marina, l'aereo venne impiegato come addestratore nei reparti degli United States Army Air Corps presso i quali prestò servizio fino al 1936, anche se alcuni esemplari rimasero nei rispettivi reparti anche dopo lo scoppio della seconda guerra mondiale.

## Storia del progetto
Con un percorso analogo, ma in direzione opposta, a quello che dal PT-1 portò alla versione navalizzata NY, la Consolidated diede il via al progetto del PT-3 su richiesta dell'USAAC che, dopo aver accolto senza particolare interesse il prototipo XPT-2 (prima variante del suo biplano equipaggiata con motore radiale) si convinse a chiedere una versione "terrestre" del NY-3, anche perché il surplus di motori Wright-Hispano E generatosi con la conclusione della prima guerra mondiale era ormai stato utilizzato. Come prototipo, denominato XPT-3, venne utilizzato l'ultimo esemplare di serie del PT-1.

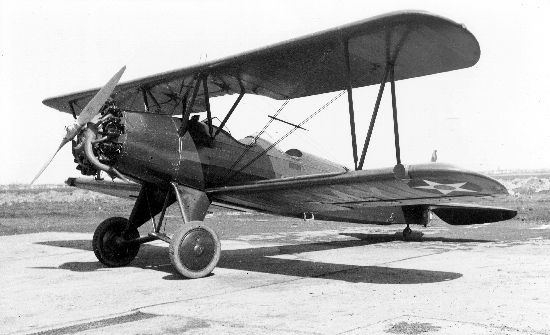
Un PT-3 sul campo di volo.

Leggermente più piccolo dei velivoli che lo avevano preceduto, il PT-3 ne manteneva invariata sia la struttura generale che l'aspetto esteriore; la modifica principale riguardava il diverso disegno dell'impennaggio mentre il motore utilizzato era il Wright R-790 Whirlwind (noto anche con il nome commerciale di "Wright J-5"), già utilizzato nella versione acquistata dall'United States Navy.
Definito in queste forme il PT-3 venne costruito in 130 esemplari dal settembre del 1927 cui fecero seguito, a partire dal maggio successivo, altri 120 velivoli della serie PT-3A caratterizzati dall'adozione di una variante leggermente più potente del motore Wright.
Uno degli esemplari di serie del PT-3 venne utilizzato come prototipo della nuova versione da osservazione che assunse la denominazione di Consolidated O-17.
Partendo dal progetto del PT-3 furono realizzati anche altri sviluppi che, in ogni caso, non si concretizzarono in velivoli costruiti in serie: il progetto per il PT-4, per il quale era previsto l'impiego del motore Fairchild-Caminez 447, rimase sulla carta mentre l'esemplare XPT-3 fu ulteriormente modificato mediante l'adozione di un motore Curtiss R-600 e ridenominato XPT-5; in quest'ultimo caso l'aereo venne successivamente riportato allo standard PT-3.
In ordine di tempo l'ultimo sviluppo correlato al progetto del PT-3 fu quello rappresentato dal Model 21 che attraverso il prototipo XPT-933, o Model 21-A, e tre successivi esemplari noti come Model 21-C portò all'origine del Consolidated PT-11 e del Fleet Model 21 realizzato dalla sussidiaria canadese Fleet Aircraft.

## Tecnica

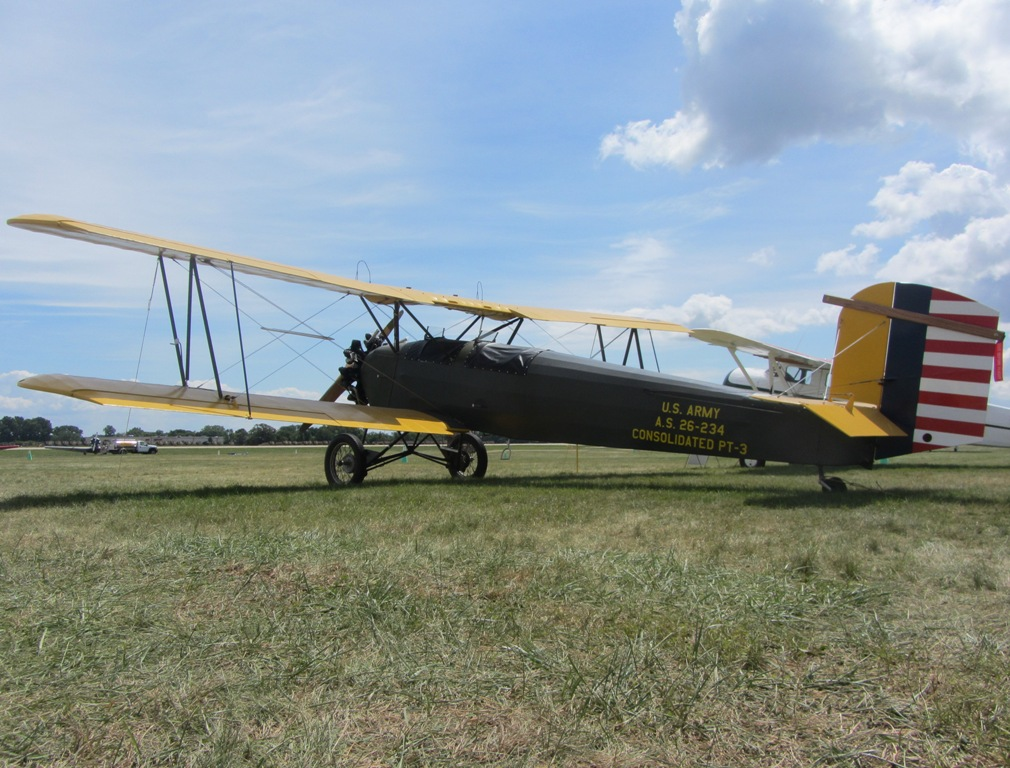
Un esemplare di PT-3 giunto fino ai giorni nostri.

Il Consolidated PT-3 era un biplano dalla struttura mista, analogamente alla sua fortunata serie di predecessori. Di dimensioni leggermente ridotte e marginalmente più leggero sia del PT-1 che dell'NY, manteneva ali di uguale apertura e tra loro leggermente scalate (con quella superiore più avanzata). Solo il disegno dell'impennaggio si discostava da quello degli altri modelli (nei quali comunque questo particolare non era mai identico a quello dei precedenti).
Abitacoli aperti, e disposti in tandem, e carrello d'atterraggio biciclo classico e fisso erano nuovamente ereditati dai predecessori.
Il motore impiegato era il radiale, a nove cilindri raffreddati ad aria, Wright R-790 Whirlwind, che nella versione montata sul PT-3 era capace di erogare la potenza di 220 hp (pari a 164 kW); l'impiego di una variante più recente, e leggermente più potente, del motore caratterizzò la versione PT-3A: in questo caso l'R-790 arrivava ad erogare la potenza di 225 hp (pari a circa 168 kW).

## Impiego operativo
I Consolidated PT-3 furono acquisiti in servizio operativo dall'USAAC nel corso del 1928 per restarvi fino al 1936 quando vennero progressivamente sostituiti dagli Stearman PT-13. Per altro viene indicato che almeno trentaquattro aerei fossero ancora in servizio all'epoca dell'attacco di Pearl Harbor con il conseguente ingresso degli Stati Uniti d'America nella seconda guerra mondiale.
Il PT-3 fu anche esportato in piccole quantità: quattro aerei furono consegnati a Cuba nel 1928 mentre l'anno successivo, a seguito di una missione commerciale svolta dalla casa costruttrice, furono venduti un esemplare ciascuno ad Argentina, Brasile e Perù; incerta, invece, la vendita di alcuni esemplari al Messico.

## Versioni

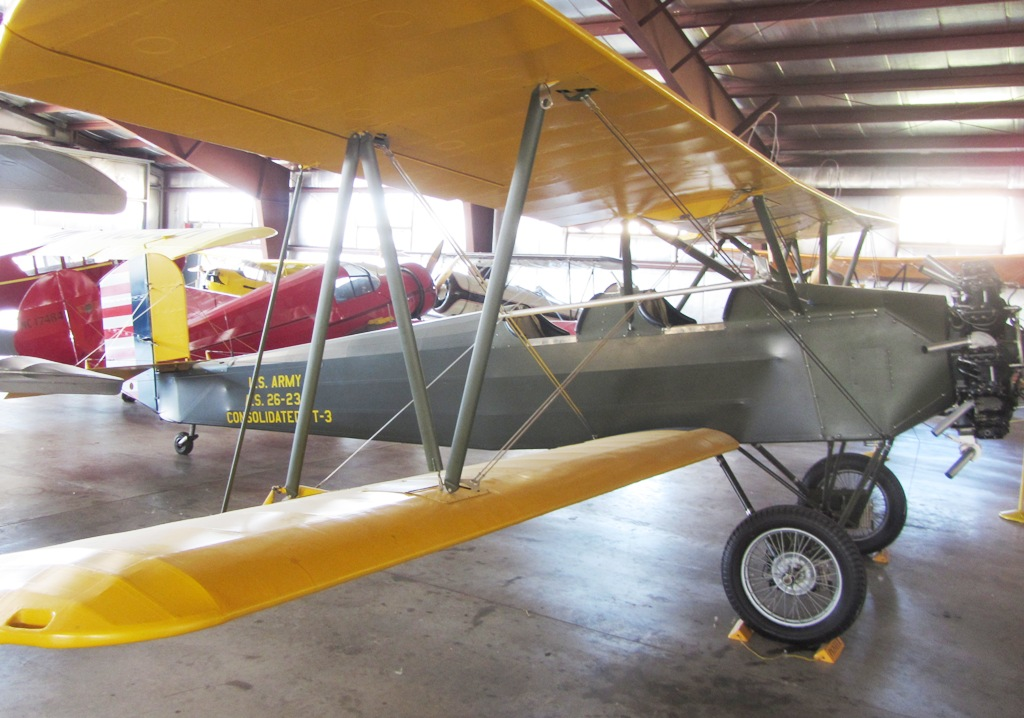
Un PT-3 in esposizione.

I dati sulle versioni, se non diversamente indicato, sono tratti da "Consolidated" in "aerofiles.com".
- PT-3: denominazione ufficiale assegnata dall'USAAC al primo lotto di 130 esemplari (il codice identificativo all'interno dell'azienda era quello di Model 2, condiviso con il PT-2 e l'NY). Motorizzato con il motore radiale 9 cilindri Wright R-790 da 220 hp.
  - PT-3A: variante contraddistinta dall'utilizzo di motore Wright R-790 da 225 hp, costruita in 120 esemplari.
- PT-4: progetto risalente al 1927 per una versione del PT-3 dotata del motore Fairchild-Caminez 447: si trattava di un motore non convenzionale privo di un albero a gomiti tradizionale, sostituito da un grande albero a camme e non prevedeva l'uso di bielle né contrappesi o ingranaggi di fasatura; il numero delle componenti utilizzate era ridotto della metà rispetto ad un classico motore a scoppio ed era in grado di esprimere la massima potenza a soli 1 000 giri al minuto[7]. Problemi causati da eccessive vibrazioni portarono però all'abbandono del progetto del motore (e di conseguenza del velivolo) nel corso del 1929[7].
- PT-5: anch'esso risalente al 1927, era il progetto per una versione (senza seguito) dell'aereo dotata di motore radiale Curtiss R-600 Challenger. Ne fu realizzato solamente il prototipo (si trattava dello stesso velivolo usato come prototipo del PT-3 e ridenominato XPT-5) che venne però successivamente riconvertito allo standard PT-3.

## Utilizzatori
Argentina
- Servicio Aéronautico del Ejército

 Brasile
- Serviço de Aviação Militar

 Cuba
- Cuerpo Aéreo del Ejército de Cuba

 Perù
- Cuerpo de Aviación del Perú

 Stati Uniti
- United States Army Air Corps

### Annotazioni
1. ↑  In realtà la fonte indica lo Stearman con la sigla BT-13, con la quale è però designato il Vultee BT-13 Valiant che volò solamente nel marzo del 1939.

### Fonti
1. 1 2 3 4  Fredriksen, 1999, p. 54.
2. 1 2  Boroli e Boroli, 1983, p. 135.
3. 1 2  Consolidated PT-3, in "www.airwar.ru".
4. ↑  Consolidated NY/PT-3 Huskie, in "avionslegendaires.net".
5. 1 2 3 4 5  Consolidated 2 PT-3A, in "1000aircraftphotos.com".
6. 1 2 3 4 5  Consolidated, in "aerofiles.com".
7. 1 2  Fairchild-Caminez 447, in "pilotfriend.com".